# روبک
روبک (به سوئدی: Röbäck) یک منطقهٔ مسکونی در سوئد است که در بخش اومیا شهرستان وستربوتن واقع شده‌است. روبک ۱٫۱۹ کیلومتر مربع مساحت و ۲٬۲۳۰ نفر جمعیت دارد.